# Gubernator generalny Kanady
Gubernator generalny Kanady – najstarsza instytucja polityczna w Kanadzie. Gubernator generalny jest namiestnikiem monarchy Kanady, który jest głową Kanady. Dawniej gubernator generalny sprawował realną władzę nad koloniami brytyjskimi w Kanadzie. Współcześnie wykonuje funkcje głównie reprezentacyjne i honorowe, choć z szerokimi uprawnieniami konstytucyjnymi, z których może skorzystać w sytuacjach wyjątkowych. Jest wodzem naczelnym kanadyjskich sił zbrojnych. Gubernator generalny mianowany jest przez monarchę, współcześnie za radą premiera Kanady, zwykle na okres pięciu lat. Oficjalną rezydencją gubernatora generalnego jest Rideau Hall w Ottawie. Drugą rezydencją, w której spędza zazwyczaj kilka tygodni w roku jest La Citadelle w Quebecu.

## Gubernator generalny Nowej Francji
Gubernator generalny Nowej Francji był przedstawicielem i namiestnikiem króla Francji. Jego władza była jednak znacznie ograniczona przez drugi urząd: intendenta. Gubernator sprawował funkcje reprezentacyjne, kierował polityką zagraniczną oraz był dowódcą sił zbrojnych, natomiast intendent zajmował się sprawami administracyjnymi. Brak jasnego oddzielenia kompetencji obu urzędów powodował częste konflikty personalne, a wpływ na politykę uzyskiwała osoba o silniejszej osobowości lub mająca większe poparcie na dworze w Paryżu.

## Gubernator generalny Brytyjskiej Kanady
Gubernator generalny Brytyjskiej Kanady był przedstawicielem i namiestnikiem króla lub królowej Anglii. Sprawował pełną polityczną, militarną i administracyjną władzę w kolonii. Mimo że istniały w obu częściach Kanady (Górna Kanada i Dolna Kanada) wybieralne zgromadzenia legislacyjne, spełniały one wyłącznie rolę doradczą. W istocie gubernatorzy najczęściej ignorowali zdanie wyborców, współpracując z konserwatywnymi elitami brytyjskich lojalistów. Taki stan rzeczy doprowadził do wybuchu niezadowolenia społecznego w postaci rebelii roku 1837.

## Gubernator generalny Unii Kanadyjskiej
Po wprowadzeniu Unii gubernator generalny stracił część swojej władzy na rzecz wybieralnego i posiadającego poparcie w zgromadzeniu legislacyjnym rządu (rządu przedstawicielskiego – responsible government). Mimo tego gubernator zachowywał dużą część swej poprzedniej władzy. To on powoływał i dymisjonował rządy, niekiedy wbrew woli wyborców oraz posiadał prawa odwoływania ustaw, jeśli jego zdaniem były sprzeczne z interesami brytyjskimi.

## Uprawnienia i obowiązki gubernatora generalnego w skonfederowanej Kanadzie
Do zakresu uprawnień i obowiązków gubernatora generalnego wchodzą
- Reprezentowanie suwerena (monarchy) w Kanadzie – w związku z faktem, że na wzór westminsterski parlament Kanady ma strukturę trójczłonową – Korona, Senat i Izba Gmin, gubernator generalny ma obowiązek i przywilej zastępowania króla (lub królowej) we wszystkich jej normalnych funkcjach, do których należą:
  - zapewnienie ciągłości władzy
  - zatwierdzanie ustaw
  - wygłaszanie „mowy tronowej”
  - zwoływanie, otwieranie i zamykanie sesji parlamentu
  - rozwiązywanie parlamentu i zarządzanie wyborów
  - przyjmowanie przysięgi od premiera, Sędziego Najwyższego i członków gabinetu (ministrów)
- Mianowanie senatorów na podstawie wskazówek premiera
- Reprezentowanie niepodległości Kanady
  - gubernator generalny przyjmuje listy uwierzytelniające od ambasadorów obcych krajów, wita także głowy obcych państw i inne ważne osobistości przybywające oficjalnie do Kanady.
  - gubernator generalny jest konstytucyjnym zwierzchnikiem Commander-in-Chief kanadyjskich sił zbrojnych.
- Przyznawanie wyróżnień, orderów
  - The Order of Canada – najwyższe odznaczenie przyznawane w Kanadzie
  - Order of Military Merit – najwyższe odznaczenie wojskowe w Kanadzie
  - Decoration of Bravery – honorujące osoby za nadzwyczajną odwagę
  - Caring Canadian Award – wyróżnienie za osiągnięcia w działalności społecznej
- Przyznawanie herbów – gubernator generalny stoi na czele Canadian Heraldic Authority(inne języki) przyznającego herby osobom i instytucjom w Kanadzie. Nadawanie emblematów heraldycznych nie jest tożsame z tytułami szlacheckimi, które w Kanadzie nie istnieją. Prawo zabrania też obywatelom kanadyjskim przyjmowania tytułów szlacheckich od obcych państw (np. król nie może nadać obywatelowi kanadyjskiemu godności lorda, gdyż jest to tytuł angielski).
- Zapewnianie spójności państwowej i przywództwo moralne – poprzez uczestniczenie w ważnych uroczystościach państwowych i lokalnych, kontakty z siłami politycznymi, reprezentantami mniejszości kulturalnych i ważnych organizacji społecznych i kulturalnych.

## Symbole władzy i insygnia gubernatora generalnego

Flaga gubernatora generalnego

Zwracając się do gubernatora generalnego używa się następującej formuły: His Excellency the Right Honourable / Son Excellence le très honorable gdy jest nim mężczyzna lub Her Excellency the Right Honourable / Son Excellence la très honorable gdy jest nim kobieta.
Znakiem gubernatora generalnego jest flaga z herbem. Flaga zawsze poprzedza osobę gubernatora i zawieszona jest na maszcie przed budynkiem, w którym aktualnie gubernator się znajduje. Herb i flaga zostały nadane gubernatorowi przez królową Kanady w 1981 r. i są wzorowane na poprzedniej fladze używanej od 1931 r. Przed tą datą gubernatorzy generalni używali swoich własnych herbów rodowych.
W 1968 królowa nadała generalnym gubernatorom Kanady status wicekrólewski. W związku z tym przysługuje im odgrywanie hymnu powitalnego, gdy wstępują lub opuszczają miejsce oficjalnych spotkań. Hymn gubernatora generalnego złożony jest z sześciu pierwszych taktów hymnu monarchy God Save the King, a następnie cztery pierwsze i cztery ostatnie takty hymnu Kanady O Canada.
Gubernatorowi generalnemu wraz z objęciem urzędu przyznawane są następujące insygnia:
- The Order of Canada
- The Order of Merit of the Police Forces
- The Most Venerable Order of the Hospital of St. John of Jerusalem
- The Canadian Centennial Medal
- The Commemorative Medal for the 125th Anniversary of the Confederation of Canada
- The Queen’s Golden Jubilee Medal
- The Canadian Forces Decoration

## Lista gubernatorów generalnych

### Gubernatorzy Kanady Francuskiej (Nowej Francji)
| Portret | Imię i nazwisko                     | Objął urząd | Opuścił urząd | Suweren     |
| ------- | ----------------------------------- | ----------- | ------------- | ----------- |
|         | Samuel de Champlain                 | 1627        | 1635          | Ludwik XIII |
|         | Charles de Montmagny                | 1635        | 1648          | Ludwik XIV  |
|         | Louis d’Ailleboust de Coulonge      | 1648        | 1651          | Ludwik XIV  |
|         | Jean de Lauzon                      | 1651        | 1657          | Ludwik XIV  |
|         | Pierre de Voyer d’Argenson          | 1658        | 1661          | Ludwik XIV  |
|         | Pierre du Bois d’Avaugour           | 1661        | 1663          | Ludwik XIV  |
|         | Augustin de Saffray de Mézy         | 1663        | 1665          | Ludwik XIV  |
|         | Daniel de Rémy de Courcelle         | 1665        | 1672          | Ludwik XIV  |
|         | Louis de Buade de Frontenac         | 1672        | 1682          | Ludwik XIV  |
|         | Joseph-Antoine Lefebvre de La Barre | 1682        | 1685          | Ludwik XIV  |
|         | Jacques-René de Brisay              | 1685        | 1689          | Ludwik XIV  |
|         | Louis de Buade de Frontenac         | 1689        | 1698          | Ludwik XIV  |
|         | Louis-Hector de Callière            | 1698        | 1703          | Ludwik XIV  |
|         | Philippe de Vaudreuil               | 1703        | 1725          | Ludwik XV   |
|         | Charles de la Boische               | 1726        | 1747          | Ludwik XV   |
|         | Rolland-Michel Barrin               | 1747        | 1749          | Ludwik XV   |
|         | Jacques-Pierre de Taffanel          | 1749        | 1752          | Ludwik XV   |
|         | Ange Duquesne-Menneville            | 1752        | 1755          | Ludwik XV   |
|         | Pierre de Rigaud                    | 1755        | 1760          | Ludwik XV   |

### Gubernatorzy Kanady Brytyjskiej do czasówKonfederacji Kanady
| Portret | Imię i nazwisko       | Objął urząd          | Opuścił urząd        | Suweren    |
| ------- | --------------------- | -------------------- | -------------------- | ---------- |
|         | Jeffery Amherst       | 1760                 | 1763                 | Jerzy III  |
|         | James Murray          | 1764                 | 1768                 | Jerzy III  |
|         | Guy Carleton          | 1768                 | 1778                 | Jerzy III  |
|         | Frederick Haldimand   | 1778                 | 1786                 | Jerzy III  |
|         | Guy Carleton          | 1786                 | 1796                 | Jerzy III  |
|         | Robert Prescott       | 1796                 | 1799                 | Jerzy III  |
|         | Robert Milnes         | 1799                 | 1805                 | Jerzy III  |
|         | Thomas Dunn           | 1805                 | 1807                 | Jerzy III  |
|         | James Henry Craig     | 1807                 | 1811                 | Jerzy III  |
|         | George Prevost        | 1812                 | 1815                 | Jerzy III  |
|         | John Coape Sherbrooke | 1816                 | 1818                 | Jerzy III  |
|         | Charles Lennox        | 1818                 | 1819                 | Jerzy III  |
|         | George Ramsay         | 1820                 | 1828                 | Jerzy IV   |
|         | James Kempt           | 1828                 | 1830                 | Jerzy IV   |
|         | Matthew Whitworth     | 1830                 | 1835                 | Wilhelm IV |
|         | Archibald Acheson     | 1835                 | 1837                 | Wilhelm IV |
|         | Lord Durham           | 1838                 | 1839                 | Wiktoria   |
|         | Lord Sydenham         | 1839                 | 19 września 1841     | Wiktoria   |
|         | Charles Bagot         | 12 stycznia 1842     | 19 maja 1843         | Wiktoria   |
|         | Charles Metcalfe      | 30 maja 1843         | 26 listopada 1845    | Wiktoria   |
|         | Charles Murray        | 26 listopada 1845    | 30 stycznia 1847     | Wiktoria   |
|         | Lord Elgin            | 30 stycznia 1847     | 19 grudnia 1854      | Wiktoria   |
|         | Edmund Walker Head    | 19 grudnia 1854      | 25 października 1861 | Wiktoria   |
|         | Charles Stanley Monck | 25 października 1861 | 1 lipca 1867         | Wiktoria   |

### Gubernatorzy Kanady od czasówKonfederacji Kanady
| #    | Portret     | Imię i nazwisko               | Objął urząd          | Opuścił urząd        | Suweren     |
| ---- | ----------- | ----------------------------- | -------------------- | -------------------- | ----------- |
| 1    |             | Charles Stanley Monck         | 1 lipca 1867         | 14 listopada 1868    | Wiktoria    |
| 2    |             | Lord Lisgar                   | 2 lutego 1869        | 25 czerwca 1872      | Wiktoria    |
| 3    |             | Lord Dufferin                 | 25 czerwca 1872      | 25 listopada 1878    | Wiktoria    |
| 4    |             | Lord Lorne                    | 25 listopada 1878    | 23 października 1883 | Wiktoria    |
| 5    |             | Lord Lansdowne                | 23 października 1883 | 11 czerwca 1888      | Wiktoria    |
| 6    |             | Lord Stanley of Preston       | 11 czerwca 1888      | 18 września 1893     | Wiktoria    |
| 7    |             | Lord Aberdeen                 | 18 września 1893     | 12 lutego 1898       | Wiktoria    |
| 8    |             | Lord Minto                    | 12 lutego 1898       | 22 stycznia 1901     |             |
| (8)  |             | Lord Minto                    | 22 stycznia 1901     | 10 grudnia 1904      | Edward VII  |
| 9    |             | Lord Grey                     | 10 grudnia 1904      | 6 maja 1910          | Edward VII  |
| (9)  |             | Lord Grey                     | 6 maja 1910          | 13 października 1911 | Jerzy V     |
| 10   |             | Książę Connaught i Strathearn | 13 października 1911 | 11 listopada 1916    | Jerzy V     |
| 11   |             | Książę Devonshire             | 11 listopada 1916    | 11 sierpnia 1921     | Jerzy V     |
| 12   |             | Lord Byng of Vimy             | 11 sierpnia 1921     | 2 października 1926  | Jerzy V     |
| 13   |             | Lord Willingdon               | 2 października 1926  | 4 kwietnia 1931      | Jerzy V     |
| 14   |             | Lord Bessborough              | 4 kwietnia 1931      | 2 listopada 1935     | Jerzy V     |
| 15   |             | Lord Tweedsmuire              | 2 listopada 1935     | 11 lutego 1940       | Jerzy V     |
| 15   | Edward VIII | Lord Tweedsmuire              | 2 listopada 1935     | 11 lutego 1940       |             |
| 15   | Jerzy VI    | Lord Tweedsmuire              | 2 listopada 1935     | 11 lutego 1940       |             |
| 16   |             | Lord Athlone                  | 21 czerwca 1940      | 12 kwietnia 1946     |             |
| 17   |             | Lord Alexander of Tunis       | 12 kwietnia 1946     | 6 lutego 1952        |             |
| (17) |             | Lord Alexander of Tunis       | 6 lutego 1952        | 28 lutego 1952       | Elżbieta II |
| 18   |             | Vincent Massey                | 28 lutego 1952       | 15 września 1959     | Elżbieta II |
| 19   |             | Georges Vanier                | 15 września 1959     | 5 marca 1967         | Elżbieta II |
| 20   |             | Roland Michener               | 17 kwietnia 1967     | 14 stycznia 1974     | Elżbieta II |
| 21   |             | Jules Léger                   | 14 stycznia 1974     | 22 stycznia 1979     | Elżbieta II |
| 22   |             | Edward Schreyer               | 22 stycznia 1979     | 14 maja 1984         | Elżbieta II |
| 23   |             | Jeanne Sauvé                  | 14 maja 1984         | 29 stycznia 1990     | Elżbieta II |
| 24   |             | Ray Hnatyshyn                 | 29 stycznia 1990     | 8 lutego 1995        | Elżbieta II |
| 25   |             | Roméo LeBlanc                 | 8 lutego 1995        | 7 października 1995  | Elżbieta II |
| 26   |             | Adrienne Clarkson             | 7 października 1999  | 27 września 2005     | Elżbieta II |
| 27   |             | Michaëlle Jean                | 27 września 2005     | 1 października 2010  | Elżbieta II |
| 28   |             | David Lloyd Johnston          | 1 października 2010  | 2 października 2017  | Elżbieta II |
| 29   |             | Julie Payette                 | 2 października 2017  | 22 stycznia 2021     | Elżbieta II |
| 30   |             | Mary Simon                    | 26 lipca 2021        | 8 września 2022      | Elżbieta II |
| (30) |             | Mary Simon                    | 8 września 2022      | nadal                | Karol III   |